# 豪特洛茨基·费伦茨
豪特洛茨基·费伦茨（匈牙利語：Hatlaczky Ferenc，1934年1月17日—1986年9月8日），匈牙利男子皮划艇运动员。他曾代表匈牙利参加1956年夏季奥林匹克运动会皮划艇比赛，获得一枚银牌。